# Plausibilität
Plausibilität ist ein Beurteilungskriterium für Aussagen: Wird eine Aussage als plausibel beurteilt, so ist sie einleuchtend, verständlich, begreiflich etc.

## Etymologie
Das Adjektiv plausibel wurde ab der zweiten Hälfte des 17. Jahrhunderts von dem gleichbedeutenden frz. Wort plausible übernommen, welches aus lateinisch plausibilis für „Beifall verdienend“, „auf Beifall berechnet“ und „einleuchtend“, bzw. plaudere für „(Beifall) klatschen“ entlehnt wurde.

## Wissenschaftliche Präzisierung des Begriffs
Der Begriff „plausibel“ wird zur Beurteilung von Aussagen verwendet und meint so viel wie „einleuchtend“, „verständlich“, „begreiflich“ etc. Plausibel bewegt sich dabei zwischen „absurd“ und „offenkundig“. Eine absurde Behauptung im alltäglichen Sinne von „dem gesunden Menschenverstand völlig fern“, „abwegig“, „töricht“ etc. ist dabei zu wenig, um als plausibel erachtet zu werden (Bsp.: „Es gibt geflügelte Pferde.“). Dieser Gegensatz zwischen absurd und plausibel findet sich bereits in einem Zitat von Goethe im Deutschen Wörterbuch der Brüder Grimm: „wer die menschen betrügen will, musz vor allen dingen das absurde plausibel machen.“ Gilt eine Aussage hingegen als offenkundig im alltäglichen Sinne von „für jeden ersichtlich“, „augenscheinlich“, „(umgangssprachlich) auf der Hand liegend“, so ist sie mehr als nur plausibel (Bsp.: „Der Schnee ist weiß.“). Plausibilität ist jedoch kein objektives Beurteilungskriterium, da eine Aussage für eine Person plausibel sein kann, für eine andere hingegen nicht. Plausibel ist daher ein Relationsbegriff, der eine gemeinsame Bezugsgröße („Verstehensumgebung“) verlangt, vor der eine Beurteilung von Aussagen jeweils erst möglich wird. Bei einem Wechsel der Bezugsgröße kann sich die Beurteilung derselben Aussagen ändern, etwa vor der Verstehensumgebung verschiedener Kulturen oder im Kontrast zwischen Laien und Experten.
Ein Beispiel: 2016 verbreitete sich in sozialen Netzwerken die Nachricht, wonach in einer Pizzeria in Washington, D.C. ein Kinderpornoring agiere, in den auch die damalige Kandidatin des amerikanischen Präsidentschaftswahlkampfes, Hillary Clinton, verwickelt sei. So seien in dem gehackten E-Mail-Konto von John Podesta, dem damaligen Leiter von Clintons Wahlkampfteam, Nachrichten entschlüsselt worden, die auf eine Verbindung zwischen Podesta und dem Inhaber der Pizzeria hinwiesen und in denen sprachlich codierte Begriffe für Kinderpornografie aus dem Netzjargon verwendet würden. Am 4. Dezember 2016 drang schließlich ein bewaffneter Mann in diese Pizzeria ein, um die vermeintlich dort festgehaltenen und missbrauchten Kinder zu befreien.

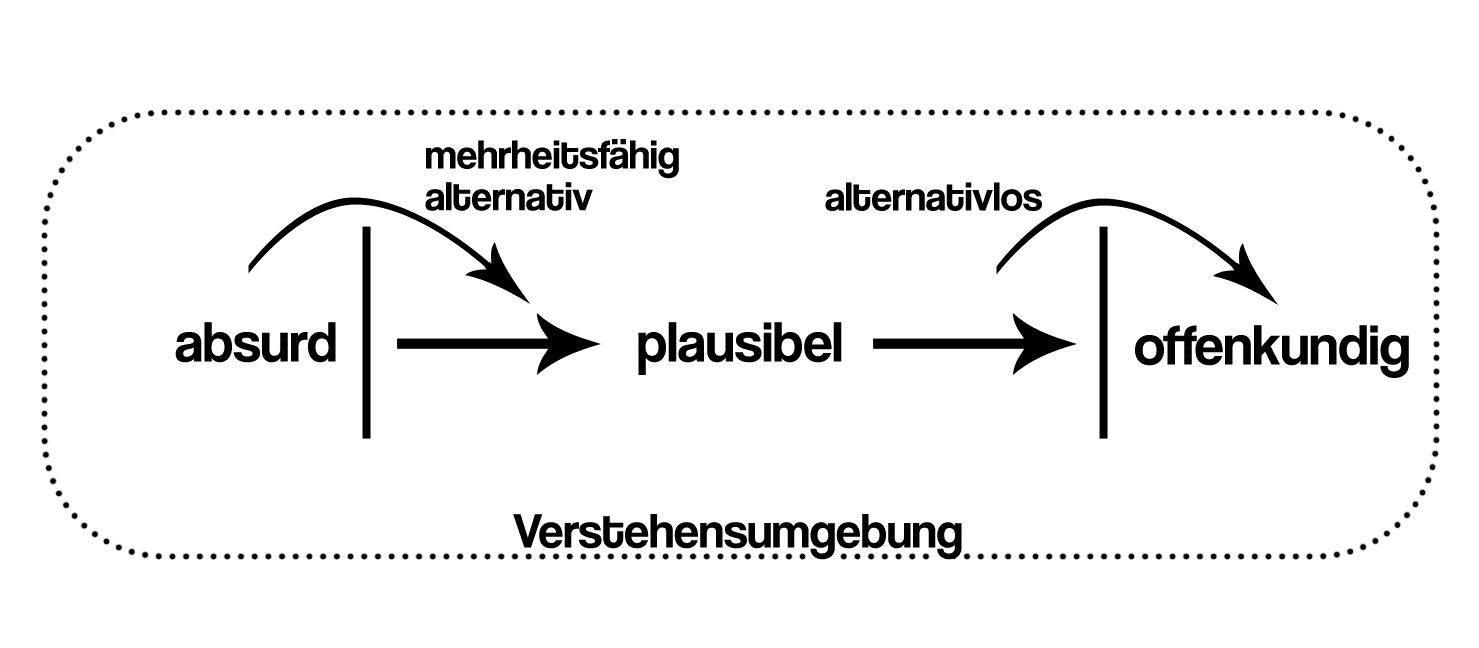
Modellhafte Darstellung der Beziehungen des Begriffs „plausibel“ zu den zentralen, ihn umgebenden Begriffen.

 Vor einer sehr spezifischen Verstehensumgebung wird der Zusammenhang von Pizzeria, Kinderpornoring, WikiLeaks und Hillary Clinton als so plausibel beurteilt, dass er den Mann überzeugte, eigenhändig das Restaurant stürmen zu wollen. Vor dem Hintergrund einer anderen Verstehensumgebung wird die Verbindung der einzelnen Aussagen hingegen als absurd betrachtet. Die Nachricht wurde letztlich als Falschmeldung entlarvt und unter dem Schlagwort Pizzagate bekannt. Gerade im Kontext von Fake News wird häufig gezielt versucht, Falschinformationen plausibel zu machen, „in der Absicht, einer Person, einer Organisation oder einer Institution zu schaden.“ Der Prozess des Plausibilisierens muss jedoch nicht notwendig mit absichtlicher Manipulation in Verbindung gebracht werden. Auch in der Experten-Laien-Kommunikation findet dieser Verwendung, um bestimmte Experten-Positionen auch Laien plausibel zu machen. In allen Fällen ist es notwendig, an das Wissen derjenigen anzuknüpfen, die überzeugt werden sollen: Um eine Aussage plausibel zu machen, muss diese prinzipiell mehrheitsfähig sein: „Plausibel wird ein Urteil […] dadurch, daß […] meinem Urteil die Qualität eignet, den Applaus einer Mehrheit zu gewinnen“ (Lutz Koch). Als plausibel geltende Aussagen (oder Aussagenkomplexe) stellen stets eine potentiell mehrheitsfähige Alternative von der üblichen (offenkundigen) Auffassung dar. Setzt sich eine Auffassung als einzig gültige Erklärung durch, wird sie über die Zeit alternativlos und damit evident: „Evidenz ist verstärkte Plausibilität. Sie ist gegeben, wenn auch der Ausschluss von Alternativen mit einleuchtet“ (Niklas Luhmann).

## Abgrenzung

### Wissenschaftstheorie
Im wissenschaftstheoretischen Kontext findet Plausibilität im Zusammenhang mit dem Schluss auf die beste Erklärung, sowie dem abduktiven Schluss im Sinne von Charles Sanders Peirce Erwähnung, ohne dass diese beiden logischen Verfahren mit Plausibilität identisch sind.

### Plausibilitätskontrolle
Die Plausibilitätskontrolle ist eine Methode, die beispielsweise bei Abrechnungen in kassenärztlichen Vereinigungen oder im juristischen Bereich Anwendung findet. Dabei werden errechnete Werte überschlagsmäßig darauf hin überprüft, ob sie plausibel sein können.

### Plausibilitätsregel
Die Plausibilitätsregel beschreibt in der Wirtschaftsinformatik eine Geschäftsregel im Zusammenhang mit Computerprogrammen. Die Regel besagt, wann Daten einer Anwendungssoftware als plausibel gelten und weiterverarbeitet werden sollen.

### Mathematik
Plausibilität ist ein grundlegender mathematischer Begriff in der Evidenztheorie und auch der Maximum-Likelihood-Methode.

### Geschichte
In der Geschichtswissenschaft wird das Konzept der wissenschaftlichen Plausibilität im Allgemeinen als historische Triftigkeit diskutiert.